# Schronisko turystyczne na Koziej Górze
Schronisko turystyczne na Koziej Górze (popularnie: Stefanka) – górskie schronisko turystyczne w Beskidzie Śląskim, na Koziej Górze niedaleko Szyndzielni, na terenie Bielska-Białej, na wysokości 676 m n.p.m.

## Historia
Początki schroniska datuje się na koniec XIX wieku, kiedy powstała tam mała chata służąca robotnikom leśnym za schronienie. W 1909 budynek przejęło Towarzystwo Popierania Ruchu Turystycznego (niem. Fremdenverkehrs–Komitee Blelitz–Biala) i w 1912 przekształciło w schronisko, zwane po niemiecku Rodelhütte. W 1921 gmina Bielsko przekazała schronisko niemieckiej organizacji Beskidenverein, która w 1926 rozbudowała go, dobudowała m.in. werandę i nietypową salę w kształcie rotundy. Schronisko służyło turystom (głównie niemieckim), korzystającym z toru saneczkowego prowadzącego aż do Cygańskiego Lasu. Polacy nazywali wówczas obiekt schronisko nad Torem, a później Stefanka, od stojącej w pobliżu altany (Steffansruhe) z tablicą poświęconą Karlowi Steffanowi, prezesowi Beskidenverein i burmistrzowi Bielska. Po raz pierwszy obiekt został wspomniany w przewodniku Kazimierza Sosnowskiego w 1926. 
Po II wojnie światowej schronisko było znacznie zdewastowane. Zostało przejęte przez Polskie Towarzystwo Tatrzańskie, następnie Polskie Towarzystwo Turystyczno-Krajoznawcze. W latach 1970–1975 zostało przekształcone w chatkę studencką Wydziału Nauk Społecznych Uniwersytetu Śląskiego w Katowicach. Od 1979 gospodarzami obiektu byli Elżbieta i Stanisław Durczokowie. W latach 1992–2005 schronisko prowadził bielski hufiec Związku Harcerstwa Rzeczypospolitej, któremu władze miasta wypowiedziały dzierżawę ze względu na złamanie jej warunków. Po 2005 schronisko prowadzone było kolejno przez Dariusza Szlęzaka, Piotra Maroszka, restaurację „Bracką” oraz Tomasza Walusia.
W marcu 2023 roku Radni Bielska-Białej podjęli uchwałę o zmianie sposobu użytkowania wynikającym z urzędowego zaszeregowania obiektów hotelarskich, co oznacza, że formalnie obiekt nie jest już schroniskiem, lecz obiektem turystycznym.

## Warunki pobytu
- 30 miejsc noclegowych w pokojach 2, 5 i 6-osobowych
- bufet
- pełne wyżywienie
- polana ze stołami i ławami oraz wiatą ogniskową

## Szlaki turystyczne
- – zielony szlak Bielsko-Biała Cygański Las – Kozia Góra
- – niebieski szlak łącznikowy pomiędzy szlakiem żółtym Bielsko-Biała Cygański Las – Szyndzielnia oraz czerwonym Bielsko-Biała Camping "Ondraszek" – Bystra – Schronisko PTTK na Klimczoku.